# 近藤龍徳
近藤 龍徳（こんどう たつのり、1991年1月20日 - ）は、元競輪選手。愛知県名古屋市出身。日本競輪学校（当時。以下、競輪学校）第101期生。現役時代は日本競輪選手会愛知支部所属、ホームバンクは名古屋競輪場。師匠は鰐渕正利（65期）。

## 戦績
近藤幸男（9期。祖父）、近藤幸徳（52期。父）、近藤賢治（53期。叔父）、近藤良太（93期。兄）はいずれも元競輪選手という、3代にわたる競輪一家に生まれ育つ（祖母も女子競輪選手だった）。
自転車部の特待生として入学した岐阜第一高等学校時代の2007年、高校総体のケイリン、チームスプリントでそれぞれ優勝。また、これら一連の実績が讃えられ、岐阜県民栄誉賞を受賞。
その後、競輪学校に技能試験で合格し入学。在校競走成績は6位（11勝）。
2012年7月10日の一宮競輪場でデビューし2着。初勝利は同年7月11日の同場。
2014年、1月からS級2班に昇進。年末のGIIヤンググランプリ（岸和田競輪場）優勝。
2015年、GIIサマーナイトフェスティバル（函館競輪場）優勝。
2016年、2月4日にFI初優勝（名古屋競輪場）。第69回日本選手権競輪（名古屋競輪場）でGI初出場。続く第70回日本選手権競輪（静岡競輪場）にてGI初優出（5着）。
2022年11月5日の防府記念3日目第8レース（特選）で落車（失格）し、大怪我を負ったことで長期欠場が続いた。その後も復帰に向けて練習は続けていたが、最終的に引退を決断。2025年5月4日に地元・名古屋競輪場行われた第79回日本選手権競輪での場内トークイベントに出演した際、現役引退を表明した。
2025年6月23日、選手登録消除。現役時代の通算戦績は、902戦141勝、優勝22回（うちGII2回）。

## エピソード
- 上記のヤンググランプリにおける優勝賞金500万円を、わずか2か月で使い果たした[10]。